# ドミトリー・ミハイロヴィチ・ゴリツィン

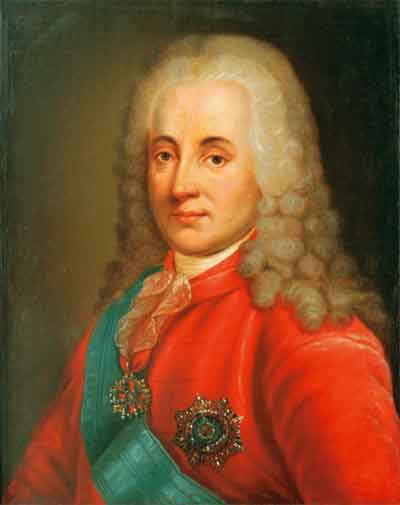
ドミトリー・ミハイロヴィチ・ゴリツィン公

ドミトリー・ミハイロヴィチ・ゴリツィン公（ロシア語: Дми́трий Миха́йлович Голи́цын、1665年7月13日 - 1737年4月25日（グレゴリオ暦））は、ロシア・ツァーリ国およびロシア帝国の貴族、政治家。ゴリツィン家出身。

## 生涯
1697年にイタリアに派遣されて軍事について学んだ後、1704年にポーランド派遣軍の指揮官に任命され、スウェーデン王カール12世と戦った。1711年から1718年までベルゴロド総督を務めた後、1718年に元老院議員とピョートル1世の政府改革により設立された商業参議会の初代議長に任命された。
1723年にピョートル・シャフィーロフが失脚すると、ゴリツィンも巻き込まれて全ての官職と称号を失い、エカチェリーナ1世のとりなしでようやく取り戻した。1725年にピョートル1世が死去すると、ゴリツィンはピョートル1世が先妻エヴドキヤ・ロプーヒナを捨ててマルファ・スカヴロンスカヤ（エカチェリーナ1世）と結婚したことを許さない保守派の長として広く認められた。しかし、エカチェリーナ1世の治世（1725年 - 1727年）ではアレクサンドル・メーンシコフやピョートル・アンドレーエヴィチ・トルストイら改革派が政治を主導、メーンシコフが1727年に失脚するまで続いた。ピョートル1世の孫ピョートル2世の治世（1728年 - 1730年）、ゴリツィンがロシアで影響力の最も強い政治家になった。ピョートル2世の死後は君主の権力を制限して、自らが議長を務める最高枢密院に従属させようとし、さらに「条件」と呼ばれる規定を起草して、次期皇帝に選出されたクールラント女公アンナに迫って、ミタウで条件に署名させた。アンナは即位するとすぐに条件を破棄して、条件の作成に関わった人物に復讐したが、ゴリツィン自身は一時は処罰を免れて引退生活を送った。
1736年、コンスタンチン・カンテミール公（1724年にゴリツィンの娘アナスタシアと結婚していた）の陰謀への関与を疑われて逮捕されたが、実際に起訴された理由は絶対君主制への反対である。その後、ゴリツィンの政敵は裁判を主導して死刑判決を下したが、アンナ女帝はそれをシュリッセリブルクでの無期禁錮と全財産の没収に軽減した。禁錮から3か月後の1737年4月14日、獄中で死去した。